# Jacob Wachenfeld
Jacob Hermann Wilhelm Wachenfeld (* 9. August 1855 in Schmalkalden; † 15. Januar 1914 in Eisenach) war ein deutscher Bankier und Abgeordneter des Provinziallandtages der preußischen Provinz Hessen-Nassau.

## Leben
Jacob Wachenfeld wurde als Sohn des Arztes Carl Wilhelm Eduard Wachenfeld und dessen Ehefrau Maria Emeline Heller geboren. Nach seiner Schulausbildung erlernte er den Beruf des Bankkaufmanns. Später wurde er Mitinhaber des 1881 in seinem Heimatort gegründeten Bankhauses Wachenfeld & Gumprich. 
Er engagierte sich politisch und wurde Stadtverordnetenvorsteher in Schmalkalden. 1907 erhielt er einen Sitz im Kurhessischen Kommunallandtag des preußischen Regierungsbezirks Kassel, aus dessen Mitte er zum Abgeordneten des Provinziallandtages der Provinz Hessen-Nassau bestimmt wurde. Er blieb bis zum Jahre 1913 in den Parlamenten.